# Санту-Антоніу (Принсіпі)
Са́нту-Анто́ніу, Санту-Антонью (порт. Santo António) — місто на острові Принсіпі в державі Сан-Томе і Принсіпі, адміністративний центр провінції Принсіпі і округу Паге. У 1752-1852 роках був головним містом колонії. Розташовується на північно-східному узбережжі острова, на річці Палота. Місто відоме своєю колоніальною архітектурою та церквами, найбільша з яких — головний римо-католицький собор, відкритий у 1947 році.
Є також школа та коледж.

## Клімат
Місто знаходиться у зоні, котра характеризується вологим тропічним кліматом. Найтепліший місяць — березень із середньою температурою 28.3 °C (83 °F). Найхолодніший місяць — серпень, із середньою температурою 25 °С (77 °F).
| Клімат Санту-Антоніу    | Клімат Санту-Антоніу | Клімат Санту-Антоніу | Клімат Санту-Антоніу | Клімат Санту-Антоніу | Клімат Санту-Антоніу | Клімат Санту-Антоніу | Клімат Санту-Антоніу | Клімат Санту-Антоніу | Клімат Санту-Антоніу | Клімат Санту-Антоніу | Клімат Санту-Антоніу | Клімат Санту-Антоніу | Клімат Санту-Антоніу |
| Показник                | Січ.                 | Лют.                 | Бер.                 | Квіт.                | Трав.                | Черв.                | Лип.                 | Серп.                | Вер.                 | Жовт.                | Лист.                | Груд.                | Рік                  |
| Абсолютний максимум, °C | 31                   | 32                   | 33                   | 32                   | 32                   | 31                   | 32                   | 30                   | 32                   | 32                   | 31                   | 31                   | 33                   |
| Середній максимум, °C   | 26                   | 28                   | 28                   | 28                   | 27                   | 26                   | 26                   | 25                   | 26                   | 26                   | 26                   | 27                   | 27                   |
| Середня температура, °C | 26                   | 27                   | 28                   | 28                   | 27                   | 26                   | 25                   | 25                   | 25                   | 26                   | 26                   | 26                   | 26                   |
| Середній мінімум, °C    | 26                   | 27                   | 27                   | 27                   | 26                   | 25                   | 24                   | 23                   | 24                   | 25                   | 26                   | 26                   | 26                   |
| Абсолютний мінімум, °C  | 22                   | 21                   | 22                   | 22                   | 22                   | 20                   | 18                   | 18                   | 21                   | 21                   | 22                   | 20                   | 18                   |
| Норма опадів, мм        | 120                  | 100                  | 170                  | 240                  | 300                  | 80                   | 20                   | 40                   | 180                  | 350                  | 180                  | 90                   | 1940                 |
| ----------------------- | -------------------- | -------------------- | -------------------- | -------------------- | -------------------- | -------------------- | -------------------- | -------------------- | -------------------- | -------------------- | -------------------- | -------------------- | -------------------- |
| Джерело: Weatherbase    |                      |                      |                      |                      |                      |                      |                      |                      |                      |                      |                      |                      |                      |

## Населення
| Рік                       | 1984 | 1999  | 2001 | 2013                 |
| Населення, тис. мешканців | 1000 | 1 010 | 1156 | 1357 (передбачуване) |

## Міста-побратими
- Авейру, Португалія